# Don Sundquist
Donald Kenneth Sundquist, né le 15 mars 1936 à Moline (Illinois) et mort le 27 août 2023 à Memphis (Tennessee), est un homme d'affaires et un homme politique américain.
Membre du parti républicain, il représente la 7e circonscription du Tennessee à la Chambre des représentants des États-Unis de 1983 à 1995.
Il est le 47e gouverneur du Tennessee de 1995 à 2003.

## Biographie

### Jeunesse et engagement dans l'United States Navy
Donald Kenneth Sundquist naît le 15 mars 1936 à Moline. Il est le fils de Kenneth et Louise (Rohren) Sundquist. Son père est d'origine suédoise et sa mère d'origine allemande.
Après avoir été diplômé du Moline High School (en) en 1953, il fréquente l'Augustana College à Rock Island, dans l'Illinois, où il obtient un Bachelor of Arts en administration des affaires en 1957. Il est membre de la fraternité Rho Nu Delta à Augustana. Il sert dans l'United States Navy de 1957 à 1963, dont deux ans en service actif.

### Carrière professionnelle
Don Sundquist rejoint Jostens (en) en 1961 et travaille d'abord dans les usines de Princeton (Illinois) et d'Owatonna (Minnesota). En 1962, il est transféré à l'usine de l'entreprise à Shelbyville, dans le Tennessee, où il devient directeur d'usine. Il quitte Jostens en 1972 et s'installe à Memphis, où il crée une société de publicité et d'impression, Graphic Sales of America.

### Débuts en politique
À Memphis, Don Sundquist s'engage dans la politique du parti républicain. Il participe à l'organisation de la campagne présidentielle de Barry Goldwater en 1964. Il est président des Jeunes Républicains nationaux de 1971 à 1973 et président du parti républicain du comté de Shelby de 1975 à 1977. Il est délégué à la Convention nationale républicaine de 1976 et à la Convention nationale républicaine de 1980, et dirige la campagne présidentielle de Howard Baker pendant le cycle électoral de 1980.

### Chambre des représentants des États-Unis

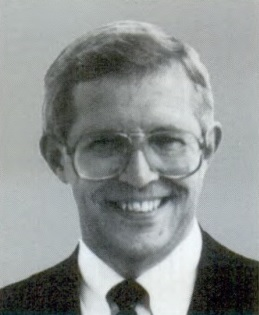
Don Sundquist en 1993.

En 1982, Don Sundquist brigue le siège de Robin Beard (en), membre du Congrès, qui se retire pour se présenter contre Jim Sasser au Sénat américain. Le district de Beard, le 6e, est renuméroté 7e à la suite d'un redécoupage. Lors de l'élection générale, Don Sundquist devance Bob Clement, fils de l'ancien gouverneur Frank G. Clement (en), d'un peu plus de 1 000 voix sur plus de 145 000 suffrages exprimés. Il ne sera plus jamais confronté à une compétition aussi serrée ; il n'a pas d'opposition pour sa réélection en 1984 et est réélu trois autres fois par la suite sans presque aucune difficulté.
Pendant son mandat au Congrès, Don Sundquist se distingue par ses votes conservateurs et est populaire auprès de groupes conservateurs tels que la National Federation of Independent Business et l'American Conservative Union. Il est membre de l'United States House Committee on Ways and Means, siégeant à l'United States House Ways and Means Subcommittee on Trade et à l'United States House Ways and Means Subcommittee on Tax. Il est également membre de la task force républicaine sur le commerce et de la task force républicaine sur la réforme de l'éthique.

### Gouverneur du Tennessee

#### Premier mandat

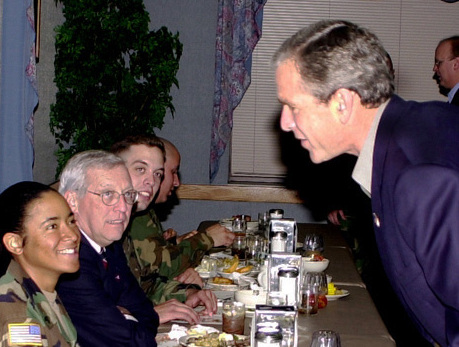
Don Sundquist avec le président George W. Bush visitant un hôpital de soutien au combat en novembre 2001.

En 1994, Don Sundquist se porte candidat au poste de gouverneur du Tennessee pour remplacer le démocrate Ned McWherter (en), dont le mandat est limité. Il remporte facilement l'investiture, avec plus de 80 % des voix lors des primaires, et affronte le candidat démocrate, Phil Bredesen, maire de Nashville, lors de l'élection générale. Phil Bredesen critique Don Sundquist pour avoir voté contre une augmentation du salaire minimum tout en votant pour une augmentation de salaire au Congrès. Don Sundquist accuse Phil Bredesen de faire volte-face sur des questions telles que le financement public de l'avortement et la privatisation des écoles. Le jour du scrutin, Don Sundquist l'emporte par 807 104 voix contre 664 252. En 1995 il devient Gouverneur du Tennessee.
Au cours de son premier mandat, Don Sundquist se concentre sur l'efficacité du gouvernement et la réforme de la protection sociale. Il signé la loi « Families First » en 1996, qui réduit le nombre de familles bénéficiant de l'aide sociale de 70 000 à 30 000. Il signe également une série de mesures relatives à la criminalité qui prévoient des peines plus sévères et une plus grande attention aux droits des victimes. En 1996, Don Sundquist supprime la Commission des services publics de l'État, entachée de scandales, et l'a remplacée par l'Autorité de régulation du Tennessee. La même année, il crée le département des services à l'enfance.

#### Deuxième mandat
En 1998, Don Sundquist est facilement reconduit dans ses fonctions, battant l'agent immobilier de Memphis Shirley Beck-Vosse, par 258 786 voix contre 28 951. Lors de l'élection générale, il bat facilement son adversaire démocrate, John Jay Hooker (en), par 669 973 voix contre 287 790. Peu après sa réélection en novembre 1998, Don Sundquist met en œuvre le programme ConnectTen, qui fait du Tennessee le premier État du pays à connecter ses écoles et ses bibliothèques à Internet.
Au cours de son second mandat, Don Sundquist s'efforce d'augmenter les recettes de l'État, qui est traditionnellement l'une des juridictions les moins imposées du pays. Il craint que la taxe sur les ventes, dont l'État dépend pour une grande partie de ses revenus, soit trop instable et empêche l'État de rivaliser avec les autres États du Sud en matière d'éducation et d'infrastructures. Son plan de réforme fiscale comprend donc un impôt sur le revenu au niveau de l'État, dont la proposition est depuis longtemps un troisième rail dans la politique de l'État du Tennessee. Nombre de ses alliés politiques se retournent contre lui et des manifestations contre l'impôt sur le revenu ont lieu dans les rues de Nashville. En juillet 2001, des manifestants vandalisent le bureau de Don Sundquist et brisent des vitres dans le capitole de l'État, alors que le corps législatif est en train d'examiner la mesure relative à l'impôt sur le revenu.

### Post-gouvernance

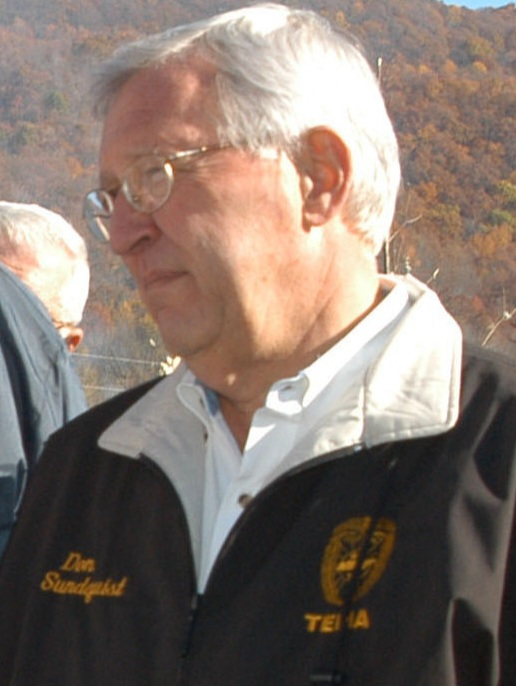
Don Sundquist en novembre 2002.

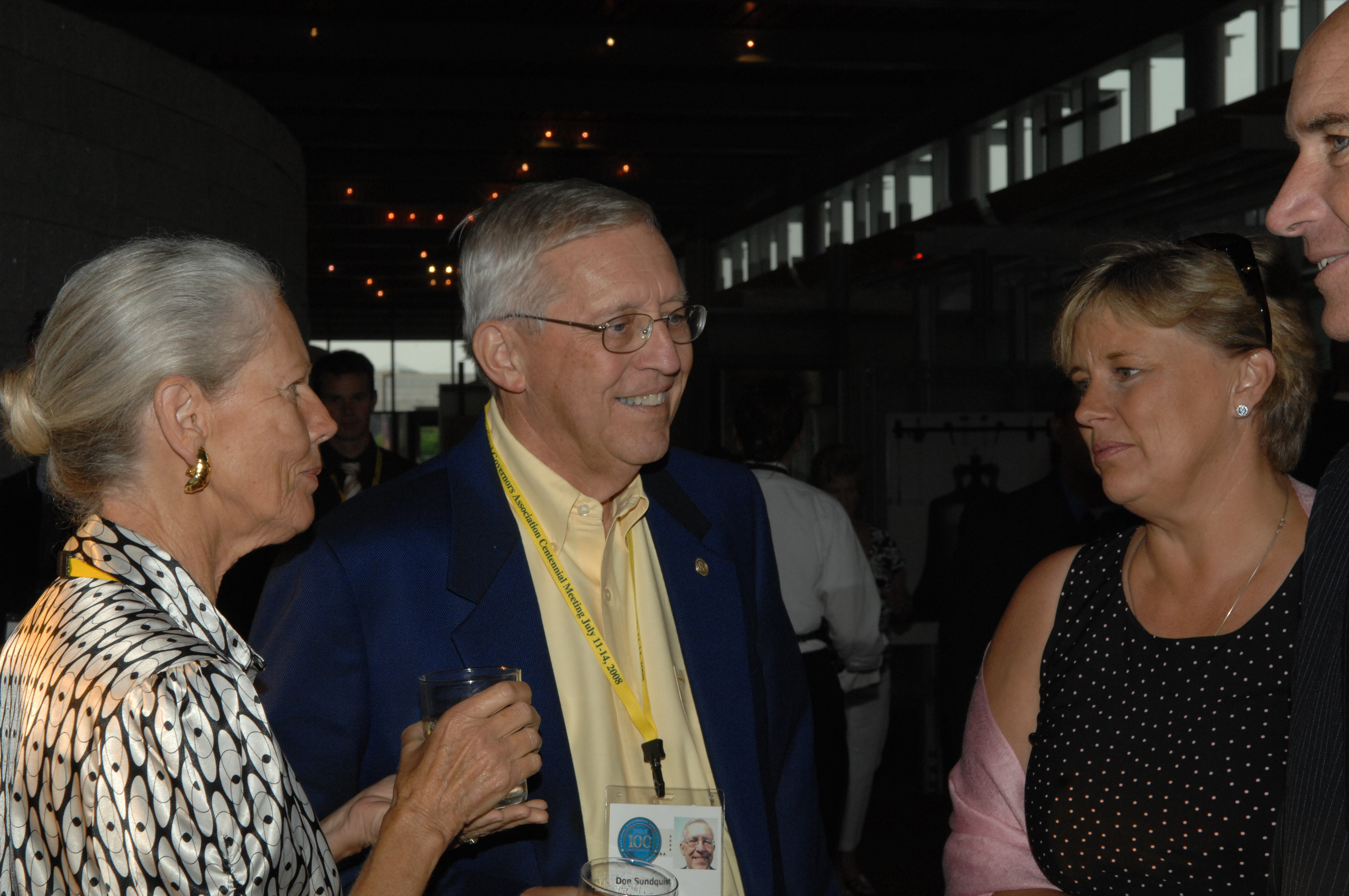
Don Sundquist en 2008.

En 2002, vers la fin du second mandat de Don Sundquist, une chaîne de télévision de Nashville, NewsChannel 5, découvre des preuves que des entreprises appartenant à des amis à lui avaient obtenu illégalement des contrats sans appel d'offres de la part de l'État. En décembre de la même année, le FBI perquisitionne les bureaux d'Education Networks of America (ENA), fondée par Al Ganier, un ami de Don Sundquist, dans le cadre d'une enquête visant à déterminer si Ganier avait ou non utilisé ses relations avec Sundquist pour obtenir des contrats d'État d'une valeur de plusieurs millions de dollars (y compris le contrat ConnectTenn). Ganier plaide finalement coupable à une accusation de délit d'utilisation non autorisée d'un ordinateur.
Lorsque Don Sundquist quitte Nashville au début de l'année 2003, de nombreux républicains l'évite en raison de son soutien à l'impôt sur le revenu de l'État comme moyen de générer des recettes.
En mai 2004, une employée du département du travail de l'État du Tennessee, Joanna Ediger, est reconnue coupable d'avoir truqué un contrat d'État de 2 millions de dollars pour Workforce Strategists, une société appartenant à un autre ami de Don Sundquist, John Stamps. L'année suivante, Stamps plaide coupable à quatre chefs d'accusation de fraude fiscale et à un chef d'accusation de fausses déclarations. Le juge du district des États-Unis, Karl Forester, déclare que Don Sundquist était à l'origine des enquêtes, bien qu'il n'ait jamais été impliqué dans des actes répréhensibles, pas plus que des membres importants de son administration.
En juillet 2005, Don Sundquist est nommé à la tête d'un groupe d'experts national sur l'amélioration de Medicaid,. Le groupe est nommé par le secrétaire du Département de la Santé et des Services sociaux des États-Unis, Michael Leavitt.
Don Sundquist est vice-président de l'équipe de campagne présidentielle de John McCain en 2008.
Les documents de Don Sundquist sont archivés dans les bibliothèques de l'université du Tennessee.

### Vie personnelle
En 1959 il épouse Martha Swanson,,. Le couple a trois enfants,.

### Maladie et mort
Don Sundquist est malade et subit une opération chirurgicale,.
Il meurt à l'hôpital Baptist East de Memphis le 27 août 2023, selon une porte-parole de la famille.

## Honneurs
- Ordre du Soleil levant, 2e classe, étoile d'or et d'argent. (2018)[24].